# Молодіжний (Казахстан)
Молоді́жний (каз. Молодёжный) — селище у складі Осакаровського району Карагандинської області Казахстану. Адміністративний центр та єдиний населений пункт Молодіжної селищної адміністрації.
Населення — 5806 осіб (2021; 6139 у 2009, 6817 у 1999, 7876 у 1989).
У період 1972-1997 років селище було центром Молодіжного району.